# Virrey de Galicia
El virrey de Galicia era el representante de la Monarquía Hispánica en Galicia.
Su instauración tuvo lugar al poco tiempo del viaje que los Reyes Católicos realizaron a Santiago de Compostela en 1486, con el que se dio por finalizado el proceso de toma de control del reino.[cita requerida]
Algunos de los virreyes de Galicia fueron: Lorenzo IV Suárez de Figueroa y Córdoba, Guillén Ramón de Moncada y Castro y Tomás de la Cerda y Aragón.[cita requerida]
- Datos: Q6163796